# Бургос, Хавьер де
Хавьер де Бургос (исп. Francisco Javier de Burgos y del Olmo; 1778—1848) — испанский государственный деятель, политик, юрист, журналист, писатель и переводчик.

## Биография
Хавьер де Бургос родился 22 октября 1778 года в испанской провинции Гранада, в составе автономного сообщества Андалусия в городке Мотриль в небогатой дворянской семье. В юности изучал богословие и юриспруденцию и все ожидали, что он посвятит жизнь служению Римско-католической церкви, однако он бросил учёбу в Гранаде и уехал в столицу Испании.
При Жозефе (Иосифе) Бонапарте был субпрефектом и после его падения должен был бежать во Францию. Во Франции он написал первые свои произведения, в частности, завершив во Франции обучение, он, изучал труды классиков, и начал переводить произведения Горация на кастильский язык.

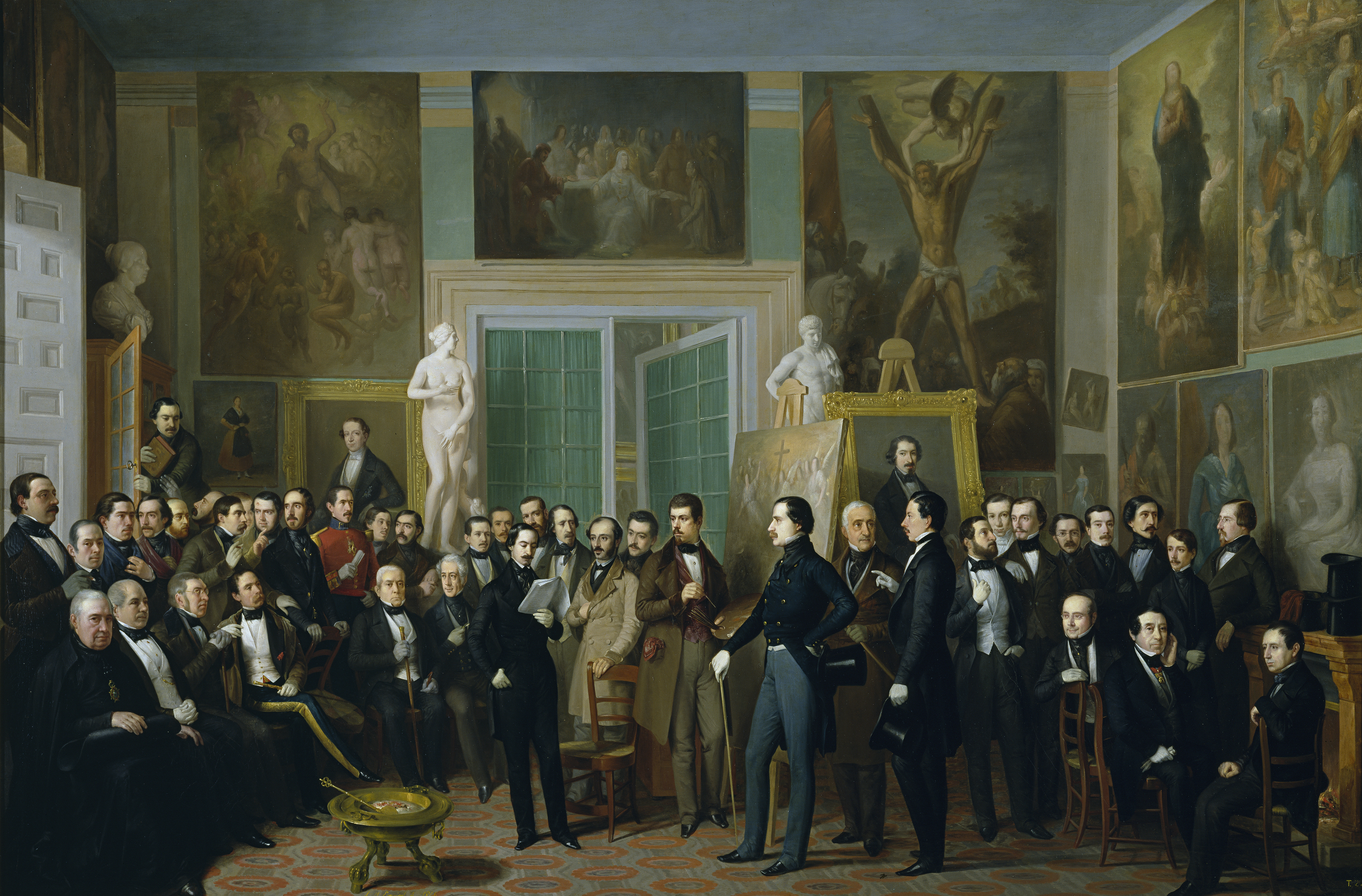
Хавьер де Бургос среди поэтов

Возвратившись на родину в 1817 году, он редактировал периодические издания: «Miscelanea de comercio, artes у literatura» и «Imparcial».
С 1820-х годов Хавьер де Бургос занимал различные должности по финансовому ведомству; в 1835 году, при регентстве Марии Кристины, был назначен министром внутренних дел, проявив на этом посту большие организаторские способности, и, как следствие, ему был предоставлен также и портфель министра финансов. Вскоре он подвергся ожесточенным нападкам со стороны недоброжелателей за свои «реакционные воззрения», и вынужден был выйти в отставку в 1836 году.
Обвинение его в подкупе при устройстве гебгардского займа не подтвердилось, и он был следственной комиссией оправдан.
Среди наиболее известных его работ на литературном поприще следует отметить комедии: «Los tres iguales», «El balle de Máscara», «El optimista y el pesimista», и «Oda à la razon».
Хавьер де Бургос умер 22 января 1848 года в городе Мадриде.